# Monti Satpura
I monti Satpura sono una catena di basse montagne e colline dell'India centrale. 
La catena sorge nella parte orientale dello Stato del Gujarat vicino alla costa del Mar Arabico, si spinge verso est attraverso Maharashtra e Madhya Pradesh, e termina nello Stato del Chhattisgarh. I Satpura corrono paralleli alla catena dei monti Vindhya posti più a nord, e queste due catene dividono idealmente l'India settentrionale dall'India meridionale (altopiano del Deccan). 
Il fiume Narmada è incassato nella valle tra i Satpura e i Vindhya e scorre da est ad ovest verso il Mar Arabico. Il fiume Tapti trae origine dalle pendici meridionali dei Satpura e scorre verso occidente parallelo alla catena.